# Дача П. Ф. Севрюгова
Дача П. Ф. Севрюгова — усадебный комплекс на берегу Волги, расположена на северо-западе города Кинешмы, Ивановской области. Главный дом, особняк «Отрадное», был сооружён в 1904—1905 годах по заказу владельца бумагопрядильной фабрики, Павла Фёдоровича Севрюгова.

## История

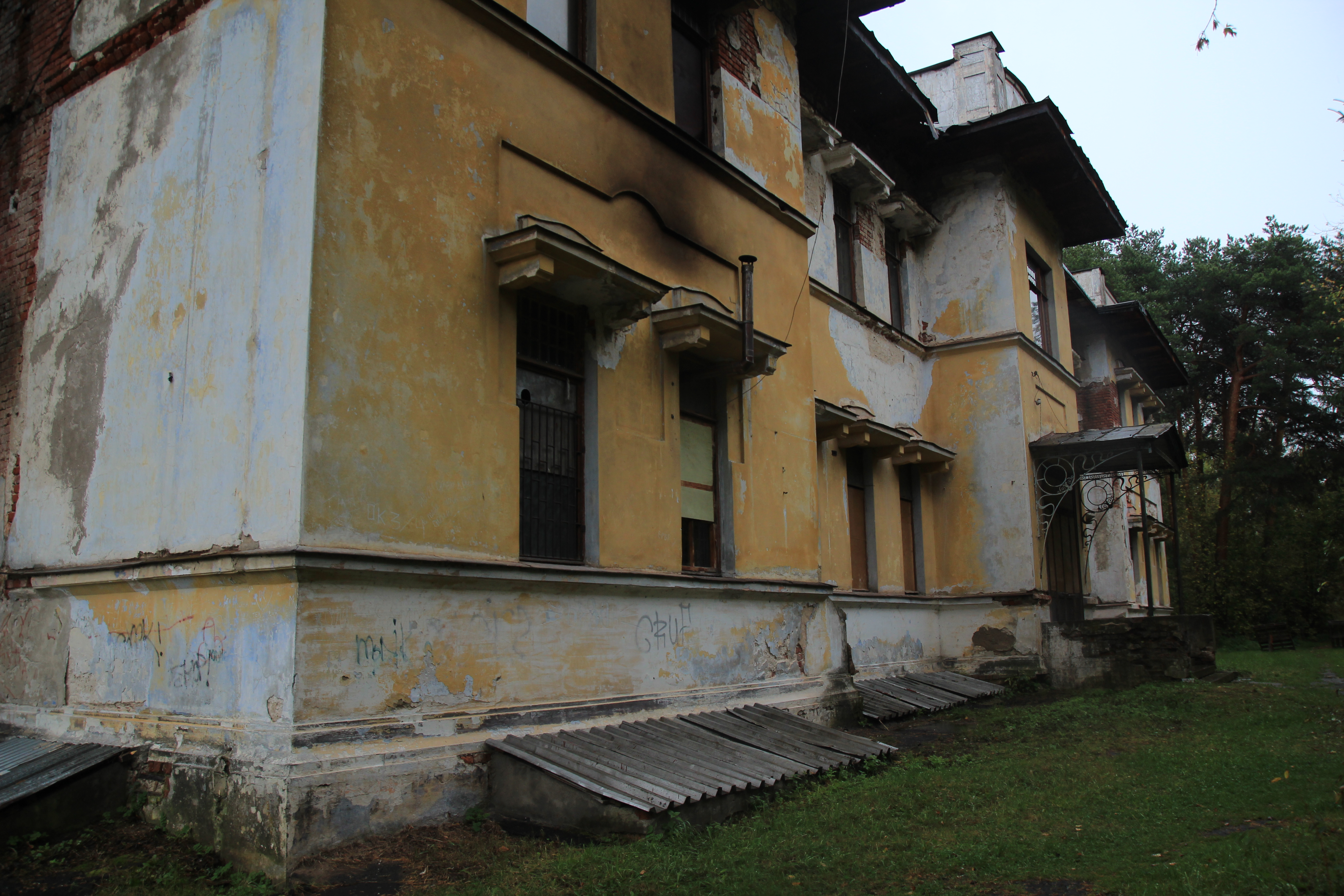
Юго-восточный фасад

В 1898 году в Дюнихинской волости Кинешмы была выстроена бумагопрядильная и ткацкая фабрика П. Ф. Севрюгова и Ф. Елагина. Фёдор Елагин, крупный московский подрядчик по сооружению каменных церквей и домов, руководил постройкой ткацкого корпуса в два этажа, который был открыт к 25 апреля 1898 года. Фабричное производство росло, однако после того, как в 1901 году Фёдор Елагин отказался от своей доли прав на фабрику, название поменялось с «Торговый дом Севрюгова и Елагина» на «Бумагопрядильная фабрика наследников Павла Фёдоровича Севрюгова». После смерти основателя владение перешло к старшему сыну Владимиру Павловичу Севрюгову, который жил в Москве, а в Кинешме работал второй сын — Николай Севрюгов. В сентябре 1918 года фабрика была национализирована.
Резиденция Севрюгова была построена в одном из посёлков рядом с фабрикой № 2.
В советское время усадебное здание занимал Дом культуры.

## Архитектура

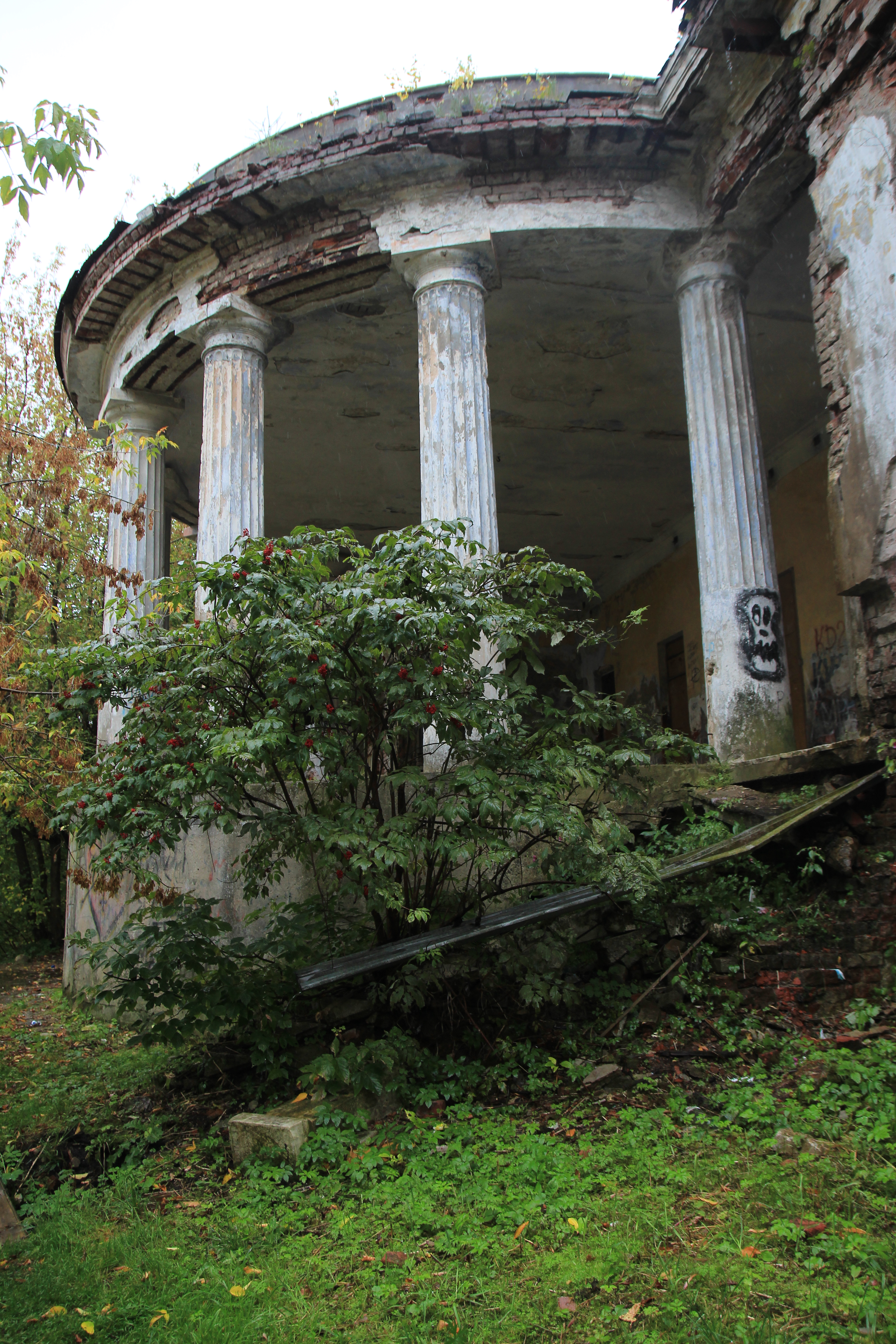
Полукруглая лоджия

Комплекс, состоящий из жилого дома, служб и парка отличается размахом и роскошью. Центральное сооружение выполнено в масштабах небольшого загородного дворца.
Особняк с садом-оранжерей находился в пейзажном парке на берегу Волги, выдвинутая вперёд благодаря возвышенной террасе живописного мыса. Двухэтажный кирпичный особняк перекрыт плоской кровлей и оштукатурен. Придерживаясь типичной для особняков модерна трёхчастной композиции с выступающими ризалитами, особняк имеет асимметричный план. Главный фасад, обращённый к Волге, особенно ярко показывает трёхчастную композицию: по бокам расположены два ризалита, которые соединяет полукруглая лоджия. Левый ризалит трёхэтажный и имеет вытянутую прямоугольную форму, правый одноэтажный повторяет последний этаж левого ризалита. Полукруглая открытая лоджия имеет ряд из восьми колонн тосканского ордера. В сторону берега спускается лестница, она выступает из лоджии и расходится на две небольшие лестницы у основания. Главный вход расположен в середине юго-восточного фасада, со стороны парка. Трёхчастная структура фасада сохраняется, но ризалиты более симметричны: прямоугольный выступы прямоугольной формы. Северо-западный фасад выделяется благодаря выдвинутого вперед полукруглого объёма, напоминающего башню с граненным шатром и люкарными. Противоположный фасад является соединением двух ризалитов с паркового и главного фасадов через небольшой открытый балкон на втором этаже.
Основным декором фасада стали окна, которые можно разделить на два типа, огромные квадратные окна и прямоугольные узкие окна с ярко выраженными выступами. Если первый тип является характерной чертой архитектуры модерна, то выступы над окнами скорее всего могут быть объяснены использованием мотива большого навеса над входной дверью в зданиях той же эпохи.
В усадьбе П. Ф. Севрюгова сочетается два стиля: модерн через общую композицию и основные объёмы, а также неоклассицизм через отдельные элементы (колонны, полукруглая лоджия, лестница с балюстрадами). Дача представляет собой качественный памятник региональной архитектуры модерна и неоклассицизма. По своему типу дача П. Ф. Севрюговых напоминает другую усадьбу при промышленном объекте на берегу Волги — особняк Понизовкиных в Красном Профинтерне.

## Интерьер

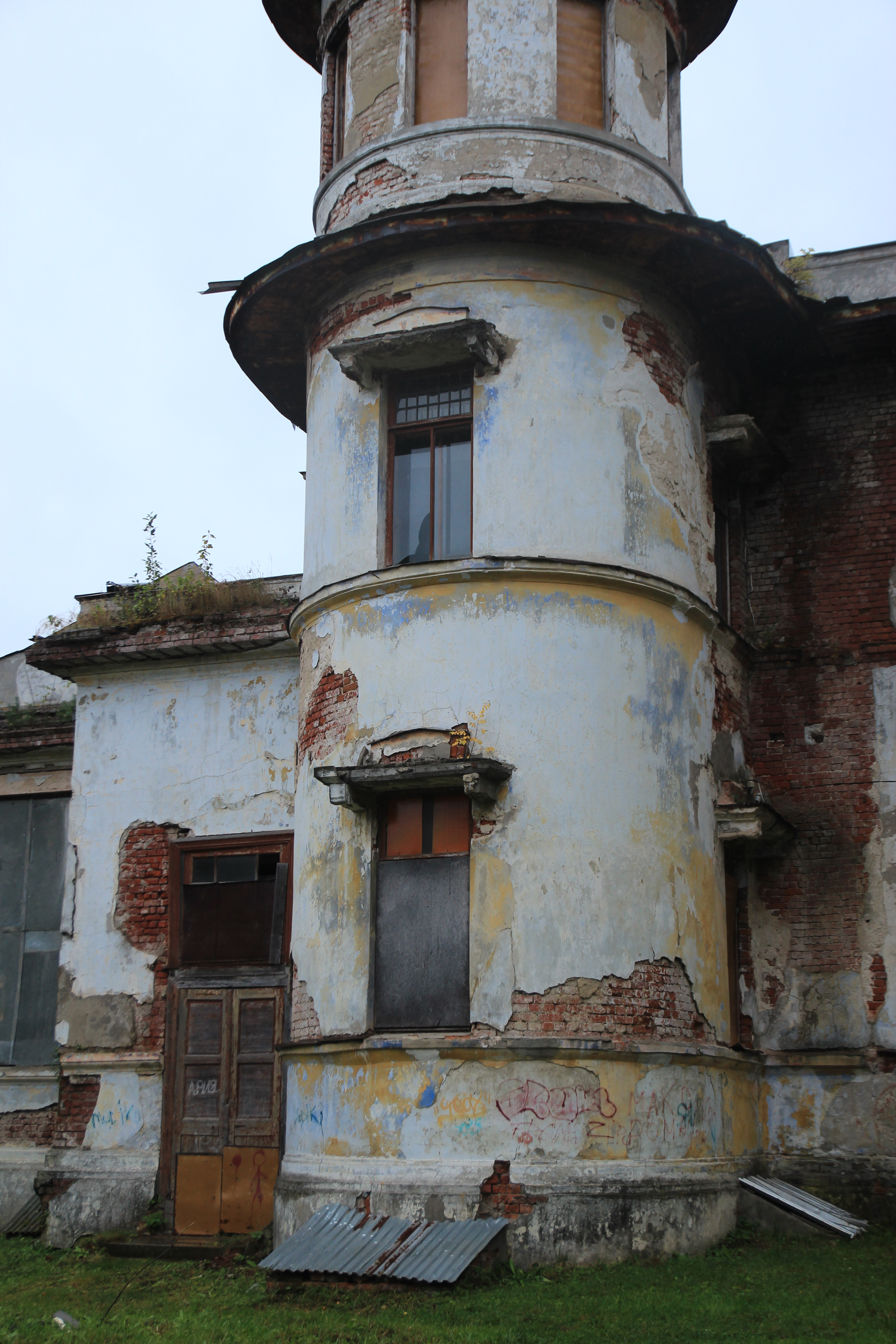
Северо-западный фасад с «башней»

Интерьер практически не сохранился, дошло лишь примерное описание расположения комнат, есть отрывочные сведения о некоторых декорациях. На период составления «Памятников Ивановской области» еще сохранилась часть интерьеров, это была отделка, включающая в себя элементы неоклассицизма и модерна. На первом этаже находились парадные комнаты: зал-гостиная, кабинет, малая гостиная, вестибюль. Лестница и подоконники выполнены из мрамора. Зал-гостиная располагалась вдоль главного фасада и была поделена на две части высоким проёмом с двумя колоннами. В простенках зала в конце XX века еще сохранились зеркала в рамках красного дерева и части живописного плафона «Охотничьи сцены». Обращаясь к паре фотографий кабинета на первом этаже от 1988 года, можно заключить что он был обрамлён (как и малая гостиная) дубовыми филёнчатыми панелями и дополнялся вставным шкафом. В верхней части дверей были чеканные накладки с изображениями мужских и женских голов. У потолка по стенам был пущен фриз с растительным мотивом, над ним располагался лепной карниз. Второй этаж был разделён на две части, куда вели отдельные лестницы с первого этажа. Это скорее всего были жилые комнаты. В некоторых местах сохранились профилированные карнизы с лепными плафонами, но на момент сентября 2019 года понять, в каком состоянии находится лепнина и декор, остаётся затруднительным.

## Текущее состояние
По состоянию на 2022 год дача находился в сильном запустении. Отделка фасада находилась в плохом состоянии, много где обнажена кладка. Практически полностью утрачена ограда открытой лоджии. Обвалились ведущие с неё в парк каменные лестницы, а также в руинированном состоянии находится большая лестница, ведущая через парк к реке. На втором местами ещё сохранилось остекление, в стиле модерн.
Дача находится в состоянии консервации — двери заколочены и заварены, окна на первом этаже закрыты фанерой, сооружена печь, для обогрева внутреннего объёма. Внутри дежурит охрана.
В сентября 2023 года состояние памятника архитектуры показал Андрей Новичков в рамках проекта «Наступление на наследие». В частности, в сюжете показано внутреннее убранство особняка, кабинет фабриканта со старинной мебелью, многочисленные обрушения.